# Jean-François Anti
Jean-François Anti (ur. 13 lutego 1971 w Villeneuve-Saint-Georges) – francuski kolarz szosowy, wicemistrz świata.

## Kariera
Największy sukces w karierze osiągnął w 1994 roku, kiedy reprezentacja Francji w składzie: Jean-François Anti, Dominique Bozzi, Pascal Deramé i Christophe Moreau zdobyła srebrny medal w drużynowej jeździe na czas podczas mistrzostw świata w Agrigento. Był to jednak jedyny medal wywalczony przez niego na międzynarodowej imprezie tej rangi. Ponadto w 1991 roku wygrał Tour de Gironde, a w 1993 roku był drugi w wyścigu Bordeaux-Saintes. W 1997 roku wystartował w Tour de Pologne, ale nie ukończył rywalizacji. Nigdy nie wystąpił na igrzyskach olimpijskich. W 1997 roku zakończył karierę.